# كتاب دبي الثقافية

سلسلة كتاب دبي الثقافية التي تصدر مع مجلة دبي الثقافية ضمن المجلة منذ إنشاءها. أُصدرت أولًا تحت اسم «كتاب الصدى» حتى أكتوبر 2004، حيث أصدر رئيس التحرير «سيف المري» ليصبح «كتاب دبي الثقافية».

## الإصدارات
نقلًا من سلسلة الإصدارات المدرجة نهاية العدد 113 الصادر في سبتمبر 2014 فإن السلسلة بدأ إصدارها عام 1999 وهو كتاب نجيب محفوظ، ثم توالت الإصدارات بين الأعوام لتزيد 4 كتب بالعام ثم كتاب كل شهر ثم كتابين لكل شهر ثم إصدار سي دي CD مع المجلة والكتابين عن الموسيقى ضمن سلسلة جديدة،

## المواضيع
تتوزع مواضيع الكتب الصادرة عن السلسلة لتكون مزيجا من الفكر والنقد والروايات والرحلات والادب والحوارات والقصائد وغيرها من المواضيع الأدبية والفكرية.

## اعداد الكتب
- عام 1999 كتاب واحد
- عام 2000 : كتاب واحد
- عام 2001 : كتاب واحد
- عام 2002 : 4 كتب
- عام 2003 : كتاب واحد في شهر فبراير
- عام 2004 ; ثلاثة كتب
- عام 2005 : لم يصدر أي كتاب
- عام 2006/2007 : ثلاثة كتب وهي الفائزة بالمراكز الأولى في جائزة دبي الثقافية للابداع
- عام 2008 : ثلاثة كتب
- عام 2009: 12 كتاب كل شهر كتاب
- عام 2010: 12 كتاب
- عام 2011 : 13 كتاب
- عام 2012 : 17 كتاب
- عام 2013 : 25 كتاب
- عام 2014 : 20 كتاب

## عام 1999
- 01 نجيب محفوظ قيصر الرواية العربية

## عام 2000
- 02 سلطان العويس شمس الثقافة التي لا تغيب

## عام 2001
- 03 المبدعون، النصوص الفائزة في مسابقه المبدعون الدورة الأولى
- 04 نازك الملائكة اميرة الشعر الحديث

## عام 2002
- 05 الرنين، الشعر أيمن إبراهيم معروف
- 06 مدارج الرحيل روايه للكاتب خالد أحمد السيد، مصر

## عام 2003
كتاب واحد فقط
- 09 ليالي الحصار احزان عراقية _ نصوص لشعراء العراق _ فبراير

## عام 2004
- 10 السماء تخبئ اجراسها _ الشاعر بشير رفعت
- 11 تيار الهواء، مجموعة قصص _ حنان درقاوي المغرب
- 12 الانكسار رواية _ عامر الدبك

## عام 2005
لم يتم إصدار أي كتاب

## عام 2006\2007
- 13 البار الأمريكي رواية وارد بدر _ وهي المجموعة القصصية الفائزة بالمركز الأول في جائزة دبي الثقافية للابداع الدورة الخامسة
- 14 إلى الابد...و.. يوم _ رواية للكاتب السوري عادل محمود وهي الرواية الفائزة بالمركز الأول في جائزة دبي الثقافية للابداع الدورة الخامسة
- 15 قمر اور _ للشاعر العراقي عامر عاصي جبار وهي المجموعة الشعرية الفائزة بالمركز الأول في جائزة دبي الثقافية للابداع الدورة الخامسة

## عام 2008
- 16 مقالات رجاء النقاش في مجلة دبي الثقافية
- 17 ليس الماء وحده جوابا عن العطش _ ادونيس أكتوبر
- 18 قصيدة النثر أو القصيدة الخرساء _ أحمد عبد المعطي حجازي _ نوفمبر
- 19 مدارات في الثقافة والادب _ عبدالعزيز المقالع ديسمبر

## عام 2009
تم إصدار 12 كتاب بانتظام بحيث يصدر كتاب كل شهر
- 20 من أنت ايها الملاك _ إبراهيم الكوني ـ يناير
- 21 النقد الادبي والهوية الثقافية _ جابر عصفور فبراير
- 22 قصائد من شعراء جائزة نوبل
- 23 الاغاريد والعناقيد
- 24 رواية الحرب اللبنانية
- 25 هنا بغداد _ كريم العراقي
- 26 اراجيك تغني للاطفال
- 27 الحضارات الاولى الاصول والاساطير _ تأليف غلين دانيال ترجمة سعيد الغانمي اغسطس
- 28 محمود درويش حالة شعرية _ صلاح الطويل
- 29 انثى السراب واسيني الاعرج
- 30 حيث السكرة ينادون بعضهم باسماء مستعارة _ سيف الرحبي
- 31 في غيبوبة الذكرى

## عام 2010
تم إصدار 12 كتاب أيضا بمعدل كتاب كل شهر أيضا مثل عام 2009
- 32 وليم شكسبير (سونيتات) للكاتب الدكتور كمال أبو اديب يناير
- 33 العمارة الإسلامية من الصين إلى الأندلس
- 34 نحو وعي ثقافي جديد
- 35 لكي ترسم صورة طائر وقصائد أخرى _ قصائد مترجمه من شهاب غانم
- 36 السرد والكتاب _ محمد خضير _ مايو
- 37 طائر الشعر
- 38 انا والسوريالية
- 39 الحراك الاجتماعي الكويتي في القصة القصيرة
- 40 فضاء لغبار الطلع ادونيس
- 41 حجر السرائر
- 42 حبات ومحبات للكاتب المنصف المزغني
- 43 الخطاب الشعري الحديث في الإمارات _ الجزء الأول _ د. صالح الهويدي _ ديسمبر

## عام 2011
تماصدار 13 كتاب حيث كتاب كل شهر عدا شهر مارس/اذار تم إصدار كتابين
- 44 بابل الشعر _ أحمد عبدالمعطي حجازي يناير
- 45 مرايا النخل والصحراء _ عبدالعزيز المقالع فبراير
- 46 رغبات منتصف الحب _ زاهي وهبي _ مارس/اذار
- 47 المحكمة للكاتب كريم العراقي مارس/اذار
- 48 منفى اللغة
- 49 الرواية العربية ورهان التجدد
- 50 مئة قصيدة وقصيدة _ شهاب غانم
- 51 حلم حقيقي
- 52 قصائد من الذاكرة
- 53 جنوب غرب طروادة جنوب شرق قرطاجة _ إبراهيم الكوني
- 54 الفاتنة جمال بن حويرب
- 55 الرواية والاستنارة ـ جابر عصفور
- 56 دون ان ارتوي _ شعر خلود المعلا

## عام 2012
تم إصدار 17 كتاب من السلسلة حيث تم إصدار كتابين في الأشهر 4/7/8/10/11 وباقي الأشهر كتاب واحد، والكتب من العدد 57 _ 73 .
- 57 في الشعر الأفريقي المعاصر _ جبل الرواد نموذجا _ ترجمة الدكتور حسن الغرفي.
- 58 ينام على الشجر الأخضر الطير
- 59 اصابع لوليتا
- 60 امين معلوف العابر التخوم
- 61 رباعيات الراوي
- 62 الاستشراق وسحر حضارة الشرق
- 63 فرسان الاحلام القتيلة _ رواية إبراهيم الكوني
- 64 موريتانيا موطن الشعر والفصاحة
- 65 من اوراق صحفي عراقي _ محسن حسين
- 66 هذا العالم مجرد مسرح
- 67 الف حياة وحياة
- 68 فضاء التأويل
- 69 الصعود إلى الجبل الأخضر _ سيف الرحبي
- 70 الفراشة (كتاب) _ بروين حبيب أكتوبر
- 71 شؤون وقضايا مسرحية
- 72 رحلة في بلاد ماركيز (كتاب) ـ أمجد ناصر نوفمبر
- 73 هواجس الرواية الخليجية ـ الرشيد بورشيد _ ديسمبر

## عام 2013
تم إصدار الاعداد من 74 _ 98 بواقع 25 كتاب حيث تم إصدار 3 كتب في شهري 4/5 وكتاب واحد في شهر مارس وباقي الأشهر كتابين لكل شهر
- 74 اجراس الحروف(كتاب) _ سيف المري ـ يناير
- 75 في النقد التكاملي _ إبراهيم محمد الوحش _ يناير
- 76 رواية الظل الأبيض _ تدربة في الاستنارة _ عادل خزام _ فبراير
- 77السرد وائلة الكينونة
- 78 رواية مذائن الارجوان نبيل سليمان
- 79 مختارات من قصائد جلال الدين الرومي أبريل
- 80 مفاتيح لزنزانة الروح أبريل
- 81 لاشيء يشبهنا معا
- 82 كبرياء جريح
- 83 كتابات النور الحمر
- 84 رسل الموت هبه فاروق مايو
- 85 مملكة الفراشة واسيني الاعرج
- 86 عطب الروح
- 87 يوم قابيل
- 88 هلاوس نهى محمود
- 89 ضد الغياب
- 90 حكايات مدن بين الهامش والمتن
- 91 مآذن وابراج _ حمود نوفل
- 92 بيضة على الشاطئ
- 93 سوانح _ كريم معتوق
- 94 زوجة الملح
- 95 المرأة وعالم نجيب محفوظ _ عبدالاله عبدالقادر
- 96 في مديح الحب
- 97 من الشرق إلى الغرب (يوميات) ـ سيف الرحبي
- 98 نصف كأس من الامل _ شعر أحمد العجمي

## عام 2014
صدر أول عدد عام 2014 بالرقم 99 (ولم ينته عام 2014 حتى الآن)
- 99 بوابات المسرح _ محمود أبو العباس يناير
- 100 مختارات قصصية لادباء جائزة نوبل_ ترجمة عبدالسلام إبراهيم _ يناير
- 101 السيف والمرآة رحلة في جزر الواق واق _ علي كنعان فبراير
- 102 التأييس والتحديات تيارات المسرح العربي الحديث _ عبدالكريم برشيد فبراير
- 103 طرب وعرب (بضم العين) _ معلا غانم _مارس
- 104 الحياة بعين ثالثة _ عادل خزام ـ ابريل
- 105 فرانكفونيون مصريون، مختارات من القصيدة الفرنسية في مصر _ ترجمة واعداد أحمد عثمان ابريل
- 106 جداريات الشام نمنوما _ رواية نبيل سليمان مايو/ايار
- 107 مطر الليل وقصائد من الشرق والغرب _ اعداد وترجمة الدكتور شهاب غانم يونيو/حزيران
- 108 بوق العاج _ شعر صلاك أحمد إبراهيم يونيو/حزيران
- 109 هدير السرد الخمايسي في السبنسة _ مصطفى عبدالله _ يوليو/تموز
- 110 على جناح الهوى المرأة والابداع _ ظبية خميس يوليو/تموز
- 111 هكذا تكلمت الاغاني _ نجوة قصاب حسن _ اغسطس/اب
- 112 الجاحظية بيتنا مقالة_ محمد حسين طلبي أغسطس/اب
- 113 على ابواب بغداد (رواية) قاسم حول سبتمبر/ايلول
- 114 ايتها الفراشة يا اسم حبيبتي _ شعر إبراهيم المصري سبتمبر/ايلول
- 115 الرحلة المغربية إلى بلاد الأرجنتين وتشيلي البهية _ أحمد المديني أكتوبر
- 116 الهوية والمنهجية بين الابداع والتهافت _ محمد وردي _ أكتوبر
- 117 سيرة المنتهى عشتها كما اشتهتني _ واسيني الأعرج نوفمبر
- 118 ظاهرة العنف في الخطاب الروائي العربي عزت عامر ديسمبر

## عام 2015
- 119 عمّ تبحث في مراكش محمود الريماوي قصص يناير
- 120 عن الحب والثأر وأشياء أخرى. قصص من الأدب العالمي ترجمة: سنية سلمان
- 121 البوح اللطيف عبدالسلام المسدي. فبراير
- 122 بدأتُ مع البحر. شعر. محمد عبدالله البريكي. فبراير
- 123 الضحك تاريخ وفن. نصر الدين البحرة. مارس/آذار.
- 124 خرائط مملكة العَين. شعر. عبدالرزاق الربيعي ابريل/نيسان.
- 125 صورةٌ جماعية لي وحدي. شعر. ابراهيم جابر ابراهيم. نيسان/ابريل
- 126 عشق وحداد مختارات من الشعر العالمي ترجمة: الرداد شراطي. مايو / ايار
- 127 سوتونغ الفرار في عام 1934. قصص صينية. ترجمة: يارا المصري مايو/ايار